# Redbird
Redbird és una població dels Estats Units a l'estat d'Oklahoma. Segons el cens del 2000 tenia 153 habitants.

## Demografia
Segons el cens del 2000, Redbird tenia 153 habitants, 64 habitatges, i 33 famílies. La densitat de població era de 71,2 habitants per km².
Dels 64 habitatges en un 32,8% hi vivien nens de menys de 18 anys, en un 23,4% hi vivien parelles casades, en un 18,8% dones solteres, i en un 46,9% no eren unitats familiars. En el 39,1% dels habitatges hi vivien persones soles el 17,2% de les quals corresponia a persones de 65 anys o més que vivien soles. El nombre mitjà de persones vivint en cada habitatge era de 2,39 i el nombre mitjà de persones que vivien en cada família era de 3,26.
Per edats la població es repartia de la següent manera: un 33,3% tenia menys de 18 anys, un 11,1% entre 18 i 24, un 21,6% entre 25 i 44, un 22,2% de 45 a 60 i un 11,8% 65 anys o més.
L'edat mediana era de 32 anys. Per cada 100 dones de 18 o més anys hi havia 72,9 homes.
La renda mediana per habitatge era de 15.139 $ i la renda mediana per família de 30.625 $. Els homes tenien una renda mediana de 28.750 $ mentre que les dones 25.833 $. La renda per capita de la població era de 8.944 $. Entorn del 27,3% de les famílies i el 36,6% de la població estaven per davall del llindar de pobresa.

## Poblacions més properes
El següent diagrama mostra les poblacions més properes.